# Evangelische Kirche Augsburgischen und Helvetischen Bekenntnisses in Kleinpolen
Die Evangelische Kirche Augsburgischen und Helvetischen Bekenntnisses in Kleinpolen (Evangelische Kirche A. und H. B. in Kleinpolen, polnisch Kościół Ewangelicki Augsburskiego i Helweckiego Wyznania w Małopolsce) war eine evangelische Kirche vor allem der deutschen Bevölkerung in Galizien in Polen von 1920 bis 1939.

## Geschichte
Seit 1919 gehörte Galizien zum neuen polnischen Staat. Die meist deutschsprachigen evangelischen Bewohner bildeten 1920 eine eigenständige Evangelische Kirche A. und H. B. in Kleinpolen als Nachfolger der Superintendentur Galizien der Evangelischen Kirche A. B. in Österreich. Vorsitzender wurde der bisherige galizische Superintendent Hermann Fritsche.
Nach Spannungen zwischen den deutschsprachigen und polnischsprachigen Kirchenmitgliedern traten 1922 die meist polnischsprachigen Lutheraner des Krakauer Gebiets sowie drei deutschsprachige Gemeinden des polnischen Teils des Teschener Landes (Bielitz, Alt-Bielitz und Ober Kurzwald) zur Evangelisch-Augsburgischen Kirche in Polen mit Konsistorium in Warschau über.
1923 wurde Pfarrer Theodor Zöckler aus Stanisławów zum neuen Leiter der Kirche gewählt. Er wurde zum führenden Vertreter der deutschsprachigen Minderheit in Polen. Die Evangelische Kirche A. und H. B. in Kleinpolen unterstützte die Gründung der Ukrainischen Evangelischen Kirche A. B. seit 1925 als erste evangelische Kirche der Ukrainer.
1939 wurde die Kirche nach der Besetzung Galiziens durch die Sowjetunion aufgelöst. Die meisten deutschsprachigen Polen wurden in das Deutsche Reich umgesiedelt. Die wenigsten Mitglieder der Kirche wurden dabei innerhalb der völkerrechtlich anerkannten deutschen Grenzen ansässig, die meisten dienten den deutschen NS-Besatzern als Mittel ihrer Germanisierungs- und antipolnischen Umvolkungspolitik im Warthegau, wo sie dann 1945 zu Flüchtlingen und Vertriebenen wurden. Zöckler und andere Kirchenvertreter traten in die Unierte Evangelische Kirche im Wartheland über, wo sie Zeugen und oft auch Streiter in Arthur Greisers verschärftem Kirchenkampf im Mustergau wurden.

## Strukturen
Die Mehrzahl der Kirchenmitglieder waren Angehörige der deutschen Minderheit (1937 90,3 %) oder teilweise polonisierte Nachkommen der Galiziendeutschen.
Es gab drei lutherische und ein reformiertes Seniorat in verschiedenen Regionen.
Im Jahr 1925 gab es etwa 31.500 Mitglieder, davon etwa 27.500 Lutheraner und etwa 4.000 Reformierte. Am Ende der dreißiger Jahre gab es 24 Gemeinden. Die größten Gemeinden waren Lwów (3670 Mitglieder), Stanisławów (1890) und Stryj (1662), die kleinsten Zaleszczyki (68), Raniżów (79) und Jarosław (90).
| Seniorat              | Bekenntnis   | Bekenntnis | Nationalität | Nationalität | Nationalität | Nationalität | Insgesamt |
| Seniorat              | Augsburgisch | Helvetisch | Polen        | Deutsche     | Ukrainer     | Andere       | Insgesamt |
| --------------------- | ------------ | ---------- | ------------ | ------------ | ------------ | ------------ | --------- |
| Westliches Seniorat   | 04.740       | 0.026      | 0.497        | 04.269       | –            | –            | 04.766    |
| Mittleres Seniorat    | 11.095       | 0.558      | 1.236        | 10.362       | 0.023        | 32           | 11.653    |
| Östliches Seniorat    | 10.345       | 0.569      | 0.093        | 10.188       | 0.633        | –            | 10.914    |
| Helvetisches Seniorat | 01.628       | 2.872      | –            | 03.938       | 0.246        | –            | 04.500    |
| Insgesamt             | 27.808       | 4.025      | 1.826        | 28.750       | 1.137        | 32           | 31.833    |

Kirchenpräsidenten waren
- Superintendent Hermann Fritsche (1920–1924)
- Superintendent Theodor Zöckler (1924–1939)

### Gemeinden
| Pfarrgemeinde                 | Gründungsjahr                                | Konfession | Seniorat     | Zahl der Mitglieder (1937) | Filialgemeinden und Lokalien | Bild                                                             |
| ----------------------------- | -------------------------------------------- | ---------- | ------------ | --- | --- | ---------------------------------------------------------------- |
| Bandrów (Bandrow)             | 1788                                         | A. B.      | Mittleres    | 445 + 217 (Makowa), 202 (Siegenthal), 149 (Steinfels), 91 (Obersdorf) | Jałowe L., Prinzenthal L., Makowa Fg., Siegenthal Fg., Obersdorf Fg. | Bethaus in Bandrow                                               |
| Biała Krakowska (Biala)       | 1781                                         | A. B.      | Westliches   | 1148 + 700 (Lipnik) | Żywiec L., Lipnik Fg. | Martin-Luther-Kirche in Biala                                    |
| Brygielin (Brigidau)          | 1786                                         | A. B.      | Östliches    | 985 + 326 (Gassendorf), 150 (Neudorf), 133 (Borysław), 165 (Stebnik), 127 (Drohobycz)                                                                                     | Gassendorf Fg., Neudorf Fg., Borysław Fg., Stebnik Fg., Drohobycz Fg., Duliby Fg.                                                                                          | Evangelische Kirche in Brigidau                                  |
| Dornfeld                      | 1786                                         | A. B.      | Östliches    | 875 + 12 (Nowe Chrusno), 187 (Reichenbach), 135 (Lindenfeld), 194 (Falkenstein), 115 (Einsiedel), 47 (Rosenberg)                                                          | Mikołajewo L., Szczerce L., Nowe Chrusno L., Reichenbach (Krasów) Fg., Lindenfeld Fg., Falkenstein Fg., Einsiedel Fg., Rosenberg (Rożankowo) Fg.                           | Evangelische Kirche in Dornfeld                                  |
| Gelsendorf                    | 1785/1812                                    | A. B.      | Östliches    | 535 + 710 (Bolechow), 144 (Nowe Oleksice) | Bolechow Fg., Nowe Oleksice Fg. | Evangelische Kirche in Gelsendorf                                |
| Hartfeld                      | 1780er Jahre                                 | A. B.      | Mittleres    | 304 + 249 (Neu-Burschitz), 227 (Neu-Kupnowitz), 144 (Rottenhan), 62 (Neuhof), 145 (Schumlau), 55 (Berdikau (Moosberg))                                                    | Neu-Burschitz Fg., Neu-Kupnowitz Fg., Rottenhan Fg., Neuhof Fg., Schumlau Fg., Berdikau (Moosberg) Fg.                                                                     |                                                                  |
| Czermin (Hohenbach)           | 1783/1784 (bis 1867 Pfarrsitz in Reichsheim) | A. B.      | Westliches   | 342 + 162 (Reichsheim), 127 (Padew Kol.) + 59 (Goleszów) | Reichsheim Fg., Padew Kol. Fg., Goleszów Fg. | Evangelische Kirche in Czermin (Hohenbach)                       |
| Jarosław (Jaroslau)           | um 1775                                      | A. B.      | Mittleres    | 90 + 116 (Przemyśl) | Przemyśl Fg. | Heilig-Geist-Kirche in Jaroslau                                  |
| Jozefów (Josefow)             | 1786/1805                                    | H. B.      | Mittleres    | 518 + 170 (Stanin), 84 (Hanunin), 113 (Mirów), 61 (Romanówka), 142 (Heinrichsdorf), 127 (Zboiska), 339 (Sapieżanka), 139 (Karolówka)                                      | Stanin Fg., Hanunin Fg., Mirów Fg., Romanówka Fg., Heinrichsdorf Fg., Zboiska Fg., Sapieżanka Fg., Karolówka Fg.                                                           | Evangelische Kirche in Josefow                                   |
| Kołomyja (Kolomea)-Baginsberg |                                              | H. B.      | Helvetisches | 970 + 330 (Augustdorf), 342 (Siedliska-Bredtheim), 92 (Konstantynówka), 202 (Mikulsdorf), 53 (Mogiła), 113 (Nowa Wieś), 195 (Sitanerówka), 94 (Sewerynówka), 128 (Sławce) | Augustdorf Fg., Siedliska-Bredtheim Fg., Konstantynówka Fg., Mikulsdorf (Mikulczyn) Fg., Mogiła Fg., Nowa Wieś (Neudorf) Fg., Sitanerówka Fg., Sewerynówka Fg., Sławce Fg. | Evangelische Kirche in Baginsberg                                |
| Korośnica (Josefsberg)        | 1783                                         | H. B.      | Helvetisches | 1034 + 178 (Ugartsberg), 178 (Krynica), 94 (Letnia), 73 (Horucko) | Ugartsberg Fg., Krynica Fg., Letnia Fg., Horucko L. | Evangelische Kirche in Josefsberg                                |
| Königsberg                    | 1783/1801                                    | H. B.      | Helvetisches | 149 | Leżajsk L. |                                                                  |
| Kraków (Krakau)               | 1816                                         | A. B.      | Westliches   | 300 | | Martinskirche in Krakau                                          |
| Lwów (Lemberg)                | 1775                                         | A. B.      | Mittleres    | 3670 + 225 (Schönthal), 114 (Bronisławówka), 188 (Theodorshof), 94 (Kazimierówka), 157 (Kaltwasser), 220 (Weinbergen), 65 (Unterbergen)                                   | Brody L., Tołszczów L., Schönthal Fg., Bronisławówka Fg., Theodorshof Fg., Kazimierówka Fg., Kaltwasser Fg., Weinbergen Fg., Unterbergen Fg.                               | Evangelische Kirche Lemberg                                      |
| Nowy Gawłów (Neu-Gawlow)      | 1785/1790                                    | A. B.      | Westliches   | 254 (Nowy Gawłów + Majkowice) | |                                                                  |
| Nowy Sącz (Neu-Sandez)        | 1802 (zuvor zu Stadło)                       | A. B.      | Westliches   | 1042 | Zakopane L., Glinik (Mariampolski) L., Krosno L. | Evangelische Kirche in Neu-Sandez (ehemalige Franziskanerkirche) |
| Raniżów (Ranischau)           | 1782                                         | A. B.      | Westliches   | 79 + 41 (Steinau) | Steinau Fg. |                                                                  |
| Rychnowa (Reichau)            | 1787                                         | A. B.      | Mittleres    | 166 + 341 (Einsingen), 84 (Smolin Niemiecki), 94 (Rawa Ruska) | Einsingen Fg., Smolin Niemiecki Fg., Rawa Ruska L. |                                                                  |
| Stadło (Stadlau)              | 1786                                         | A. B.      | Westliches   | 312 + 200 (Gołkowice Niemieckie) | Gołkowice Niemieckie Fg. | Evangelische Kirche in Stadlau                                   |
| Stanisławów (Stanislau)       | 1890                                         | A. B.      | Östliches    | 1890 + 278 (Horocholina), 152 (Sołotwina), 80 (Nadworna), 120 (Bohorodczany Stare), 35 (Niewoczyn), 25 (Krechowce), 35 (Mykietyńce), 85 (Kamienna), 100 (Pałahicze)       | Horocholina Fg., Sołotwina Fg., Nadworna Fg., Bohorodczany Stare Fg., Niewoczyn Fg., Krechowce Fg., Mykietyńce Fg., Kamienna Fg., Pałahicze Fg.                            | Evangelische Kirche in Stanislau                                 |
| Stryj (Stryi)                 |                                              | A. B.      | Östliches    | 1662 + 289 (Grabowiec Stryjski), 100 (Uhersko), 197 (Duliby), 59 (Zawadów)                                                                                                | Grabowiec Stryjski Fg., Uhersko Fg., Duliby Fg., Zawadów Fg. | Evangelische Kirche in Stryi                                     |
| Unterwalden                   | 1884 (zuvor zu Lemberg)                      | A. B.      | Östliches    | 336 | Uszkowice L., Heinrichshof L., Dobrzanica Fg. | Evangelische Kirche in Unterwalden                               |
| Ugartsthal                    | 1784                                         | A. B.      | Mittleres    | 437 + 604 (Dolina–Broczków), 189 (Debelówka), 300 (Diamantheim), 206 (Engelsberg), 214 (Landestreu), 111 (Wygoda), 94 (Broszniów)                                         | Dolina–Broczków Fg., Debelówka Fg., Engelsberg Fg., Landestreu Fg., Wygoda Fg., Broszniów L.                                                                               |                                                                  |
| Zaleszczyki                   | 1759                                         | A. B.      | Östliches    | 68 + 94 (Połowce), 59 (Konopkówka), 40 (Tarnopol), 36 (Wierzchowce), 80 (Peremiłów)                                                                                       | Połowce Fg., Konopkówka Fg., Tarnopol L., Wierzchowce L., Peremiłów L. |                                                                  |